# Slät barkbock
Slät barkbock (Asemum tenuicorne) är en skalbaggsart som beskrevs av Ernst Gustav Kraatz 1879. Slät barkbock ingår i släktet Asemum och familjen långhorningar.
Artens utbredningsområde är Ukraina. Enligt den svenska rödlistan är arten starkt hotad i Sverige. Arten förekommer på Gotland. Artens livsmiljö är skogslandskap. Inga underarter finns listade i Catalogue of Life.